# Великосолонівська сільська рада
Великосолонівська сільська́ ра́да — колишній орган місцевого самоврядування в Єланецькому районі Миколаївської області. Адміністративний центр — село Велика Солона.

## Загальні відомості
- Населення ради: 955 осіб (станом на 01.01.2016 рік)

## Населені пункти
Сільській раді були підпорядковані населені пункти:
- с. Велика Солона

## Склад ради
Рада складалася з 14 депутатів та голови.
- Голова ради: Катанова Людмила Олександрівна
- Секретар ради: Жоржа Валентина Костянтинівна

### Керівний склад попередніх скликань
| ПІБ                              | Основні відомості                                                         | Дата обрання | Дата звільнення |
| -------------------------------- | ------------------------------------------------------------------------- | ------------ | --------------- |
| Кузьмович Олександр Анатолійович | Сільський голова, 1965 року народження, член Комуністичної партії України | 26.03.2006   | 31.10.2010      |
| Катанова Людмила Олександрівна   | Сільський голова, 1963 року народження, освіта середня спеціальна         | 09.09.2012   |                 |

Примітка: таблиця складена за даними сайту Верховної Ради України